# Abraham Clemetsson
Abraham Clemetsson, född 6 juni 1764 i Almundsryd, död 19 maj 1841 i Urshult i Småland, var en svensk bonadsmålare.
Han var son till bonden och målaren Clemet Håkansson och Ingrid Eskilsdotter. Han gifte sig första gången med Elin Jönsdotter och efter hennes död 1803 gifte han om sig med Karin Nilsdotter.
Clemetsson utbildades av sin far i konsten att måla bonader. Hans målningar är svåra att skilja från faderns men en stor del av målningarna från tiden 1796-1834 är signerade. Han tillhörde det som i dag benämns Allbo-Kinnevaldsskolan. Clemetsson är representerad vid bland annat Nordiska museet.